# David Carnesecchi
David Maria Sebastiano Baldassarre Carnesecchi (Firenze, 21 maggio 1810 – XIX secolo) è stato un patriota italiano.

## Biografia
Figlio di Giuseppe Carnesecchi e di Gaspera di Francesco Berti nasce a Firenze il 21 maggio 1810.
Carbonaro, nel 1831 fu imputato (insieme con il sottotenente Giovanni Mazzinghi e Giovanni Conti) nel processo contro Marchese, un prete fratello di un carbonaro giustiziato negli anni precedenti.
Successivamente in Francia: a Rodez e a Marsiglia, dove entra in contatto con La Cecilia e con Giuseppe Mazzini. Per incarico di Giovanni La Cecilia trasportò documenti clandestini dalla Francia all'Italia. Rientrato a Firenze fu nuovamente arrestato.
Nel 1848 fu internato in manicomio un David Carnesecchi, non è però al momento dimostrato trattarsi della medesima persona.
Probabilmente è lo stesso di cui si conservano alcune raccolte di poesie edite nel 1851.